# Pierre Levée du Grand Gât
Der Dolmen la Pierre Levée du Grand Gât (deutsch „Der angehobene Felsen des Grand Gat“) ist eine neolithische Megalithanlage bei dem Dorf Moutiers-sous-Argenton, seit 1. Januar 2016 Teil der neu gebildeten Gemeinde Argentonnay, im Département Deux-Sèvres in Frankreich. Er steht in einem schmalen Waldstreifen an einem Feldweg etwa 1,0 km südlich des Dorfes, etwa 300 m westlich der Gemeindestraße No. 1 (Route de la Chapelle) nach La Chapelle Gaudin.
Der Dolmen liegt auf privatem Grund und ist seit dem Jahr 1970 als Monument historique registriert und geschützt.
Eine gewaltige Deckplatte ruht auf mehreren Tragsteinen. Die darunter liegende Kammer ist etwa 3,0 × 2,0 m groß; der rückseitige Endstein fehlt. An der Südostseite liegen mehrere große, zumeist umgestürzte Tragsteine, die vermutlich einst den Zugang und eine Vorkammer bildeten.